# Partenavia P.48 Astore
Il P.48 Astore è stato il primo aeroplano costruito dai fratelli Luigi e Giovanni Pascale. Biposto ad ala alta controventata, carrello fisso a ruotino di coda, era dotato di un motore Continental A65 da 65 CV, recuperato come residuato bellico.
L'unico esemplare realizzato fu costruito artigianalmente in un garage di via Tasso, a Napoli e trasportato all'aeroporto di Capodichino al traino di una Fiat Topolino, nel 1952.
Fu portato in volo, dopo alcuni giorni, dall'asso Mario de Bernardi, che non volle alcun compenso e, negli anni successivi, collaborò ancora con i fratelli Pascale.